# Miranda Raison
Miranda Raison (18. studenog 1980., Norfolk) je engleska filmska i TV glumica.

## Karijera

### Film
Glumila je u filmu Match Point 2005., te se pojavila u filmu Land of the Blind 2006.

### TV i Kazalište
Najpoznatija je po utjelovljenju agentice MI5 Jo Portman u TV seriji Obavještajci u kojoj je glumila u razdoblju od 2005. do 2010.
2005. se pojavila u komediji Deep Trouble
2007. se pojavila u dvije epizode serije Doctor Who.

## Vanjske poveznice
- Profil na IMBD-u
- Profil na stranici serije Obavještajci.